# ブレイク・オブ・ドーン (エリック・サーデの曲)
「ブレイク・オブ・ドーン」（Break of Dawn）は、スウェーデンの歌手エリック・サーデの3作目のシングル。

## 概要
前作「マンボーイ」のヒットからわずか3か月後に発売されたものの、ヒット作にはならなかった。

## 収録曲
1. ブレイク・オブ・ドーン "Break of Dawn"

## Le Family Remix
iTunesから同年7月12日にLe Family Remixが発売された。